# 薛况
薛况（前1世纪—3年），东海郡郯城县人。西汉官员，薛宣之子。
汉哀帝时，薛况为右曹、侍郎。因给事中、博士申咸劾奏其父薛宣不孝，于是收买门客在大道中斫伤申咸。事下有司，减罪一等，被罚为城旦徙敦煌。后私归长安，与他的继母、汉宣帝女敬武公主私通淫乱。当时外戚傅氏尊贵，公主与他们亲近，而和王氏疏远。汉平帝时，外戚王氏专权，王莽自尊为安汉公，公主又出言非难。元始三年（3年），以吕宽之狱牵连，王莽逮捕薛况，公布他和公主通奸的罪行，派遣使者以太皇太后王政君的名义赐公主毒药，他与公主均被处死。